# Joaquim Manuel de Moner i de Siscar
Joaquim Manuel de Moner i de Siscar (Fonts, 7 d'abril de 1822 — Fonts, 22 d'octubre de 1907) va ser un escriptor, jurista i filòsof aragonès.
Va completar els estudis de Dret el 1845 i es doctorà en dret civil i canònic; també va llicenciar-se en filosofia i ciències exactes. Descendent i hereu de les nissagues Amorós d'Isona, Bardaxí de Fonts i Moner de Camprodon, la qual cosa li va permetre gaudir d'un ampli patrimoni. Va escriure diverses obres de caràcter religiós i jurídic, principalment sobre el dret foral aragonès. Va ser un cronista oficial de la Ribagorça, que li possibilità publicar diverses obres d'erudició poc crítica, com és el cas de Historia de Tamarite l'any 1876. Posseïa a Fonts una impremta pròpia la qual li permeté difondre part de la seva obra.
El 1868 acollint-se a la llibertat d'ensenyança obre l'Acadèmia de segon ensenyament i de Dret universitari “Establecimiento literario, piadoso y tipográfico de Cervuna” a Fonts, després d'assessorar-se i demanar col·laboració a capellans amics seus. A Sort funda el 1873, en la mateixa línia, el centre Savarneda. Té publicats diversos discursos adreçats als alumnes d'ambdós centres.
Va participar com a col·laborador en la Revista de Aragón, amb la qual publicà Nuestra Señora de Obarra en Ribagorza. Va arribar a tenir una biblioteca de fins a 20.000 llibres, que arran de la seva mort, una part, la part jurídica, va ser donada al monestir de Pueyo de Barbastro, altres van passar a mans dels seus hereus i la resta van desaparèixer durant la guerra civil.
La seva mort, solter i sense fills, provocà un conflicte familiar que acabà amb la fragmentació de l'ampli patrimoni que la família Moner tenia a Catalunya i l'Aragó.

## Obres
- Historia de Tamarite (Fonts, 1876)
- Historia de Ribagorza, desde sus orígenes a nuestros días (Fonts, 5 vols. 1878-80)
- Nuestra Señora de Obarra en Ribagorza (Saragossa, 1879)
- Biografía de las Santas Nunilo y Alodia (Saragossa, 1896)
- Diccionario del dialecto de Fonz y su comarca
- Biblioteca de Escritores Ribagorzanos (Saragossa, 1884)
- Clave onomástica de los apellidos de los pueblos del Alto Aragón (Saragossa, 1895, 544 pàgs.)